# Neoncicola
Neoncicola, rod parazitskih crva bodljikave glave iz porodice Oligacanthorhynchidae. Sastoji se od osam vrsta:
- Neoncicola avicola (Travossos, 1917),
- Neoncicola bursata (Meyer, 1931),
- Neoncicola curvata (Linstow, 1897),
- Neoncicola novellae (Parona, 1890),
- Neoncicola pintoi (Machado, 1950),
- Neoncicola potosi (Machado, 1950),
- Neoncicola sinensis Schmidt and Dunn, 1974,
- Neoncicola skrjabini (Morosow, 1951)